# جزیره ناواسا
جزیره نواسا جزیره‌ای غیر مسکونی در دریای کاراییب و متعلق به ایالات متحده آمریکا ست.
این جزیره در سال ۱۵۰۴ توسط کریستف کلمب کشف شد

## نگارخانه

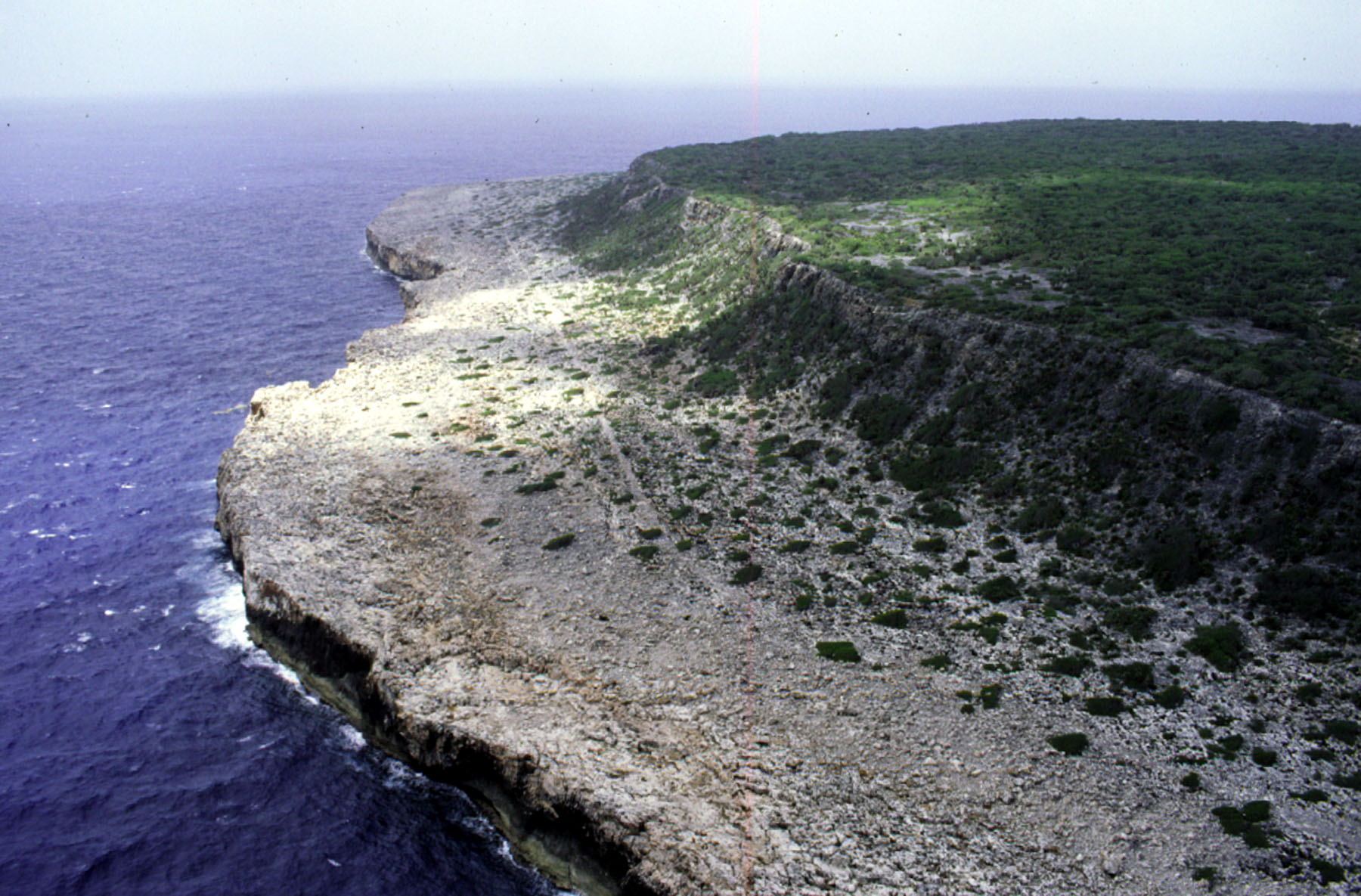

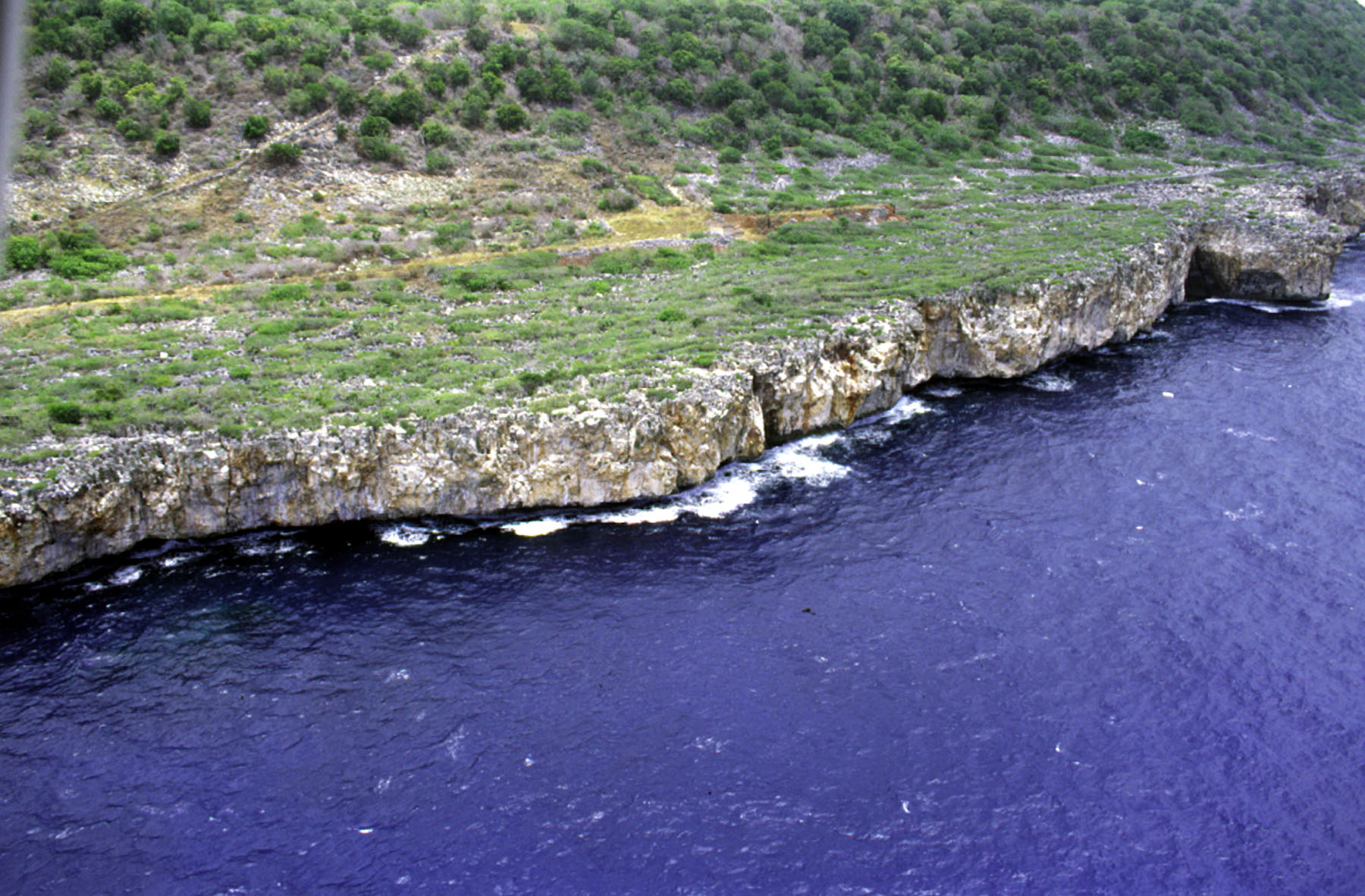
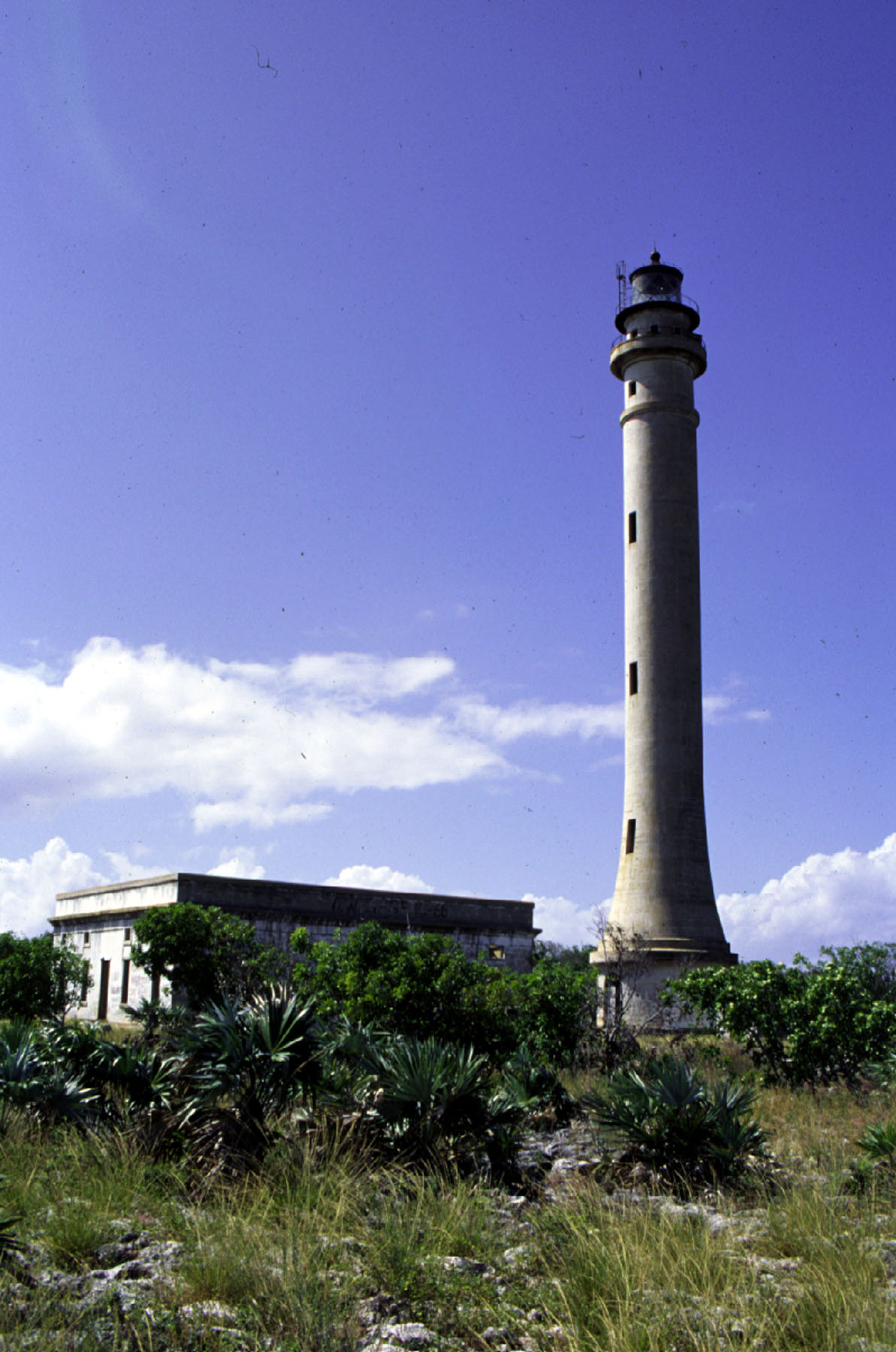
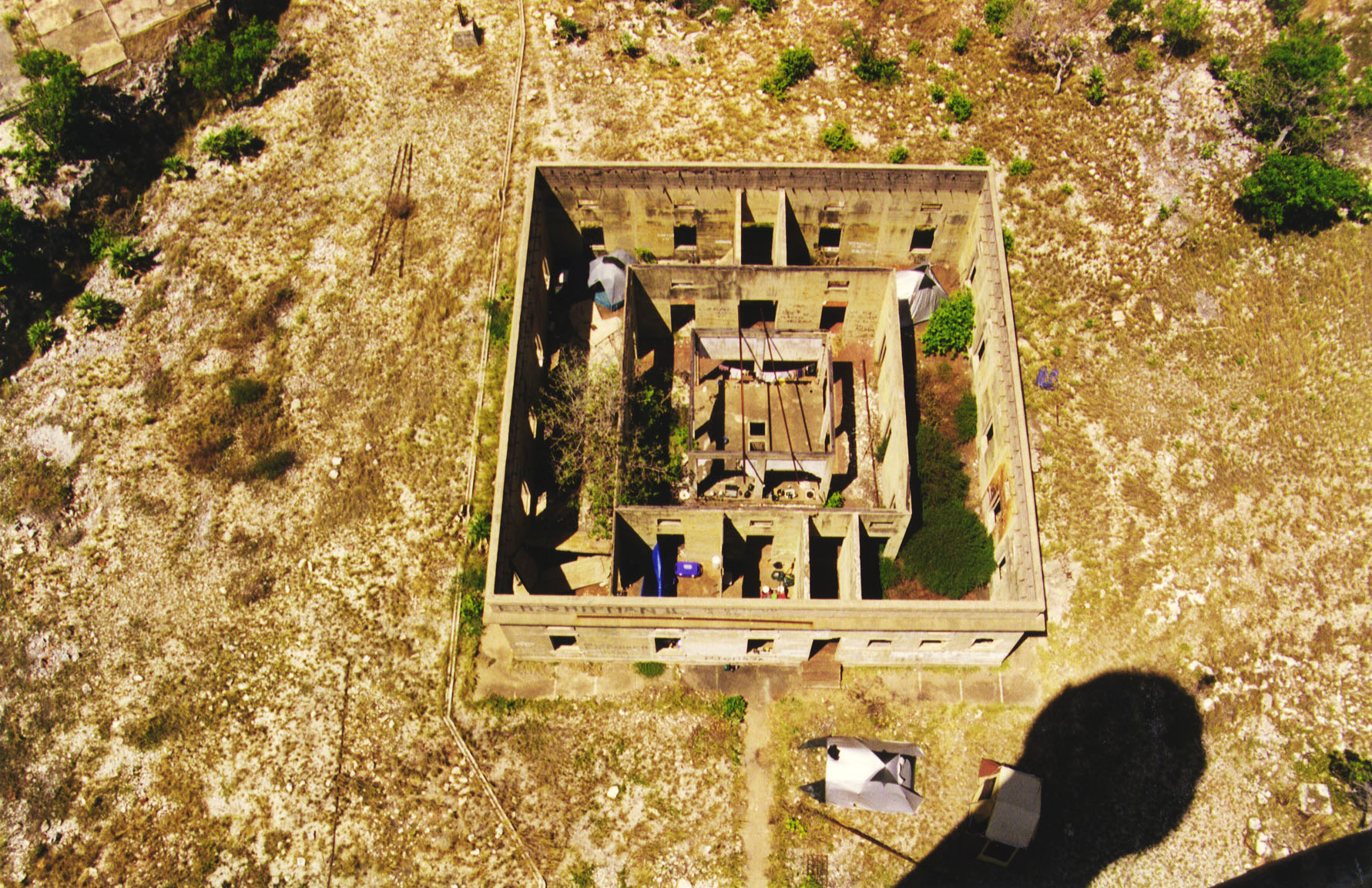